# Bahnstrecke Nemšová–Lednické Rovne
| Kursbuchstrecke (ZSSK): | 124                  |                       |                       |
| Streckenlänge: | 17,271 km            |                       |                       |
| Spurweite: | 1435 mm (Normalspur) |                       |                       |
| Streckengeschwindigkeit: | 60 km/h              |                       |                       |
| |                      |                       |                       |
| \| \| \| von Trenčianska Teplá \| \| \| \| 0,000 \| Nemšová \| Nemšová \| \| \| \| nach Vlárský průsmyk \| \| \| \| 2,337 \| Borčice \| Borčice \| \| \| 4,187 \| Bolešov \| Bolešov \| \| \| 7,359 \| Sedmerovec \| Sedmerovec \| \| \| 9,522 \| Pruské \| Pruské \| \| \| 11,794 \| Dulov \| Dulov \| \| \| 14,274 \| Horovce \| Horovce \| \| \| 17,271 \| Lednické Rovne \| Lednické Rovne \| |                      |                       |                       |
| Strecke |                      | von Trenčianska Teplá | von Trenčianska Teplá |
| Bahnhof | 0,000                | Nemšová               | Nemšová               |
| Abzweig geradeaus und nach links |                      | nach Vlárský průsmyk  | nach Vlárský průsmyk  |
| ehemaliger Haltepunkt / Haltestelle | 2,337                | Borčice               | Borčice               |
| ehemaliger Haltepunkt / Haltestelle | 4,187                | Bolešov               | Bolešov               |
| ehemaliger Haltepunkt / Haltestelle | 7,359                | Sedmerovec            | Sedmerovec            |
| Bahnhof | 9,522                | Pruské                | Pruské                |
| ehemaliger Haltepunkt / Haltestelle | 11,794               | Dulov                 | Dulov                 |
| ehemaliger Haltepunkt / Haltestelle | 14,274               | Horovce               | Horovce               |
| Kopfbahnhof Streckenende | 17,271               | Lednické Rovne        | Lednické Rovne        |

Die Bahnstrecke Nemšová–Lednické Rovne ist eine Nebenbahn in der Slowakei. Sie führt von Nemšová nach Lednické Rovne.

## Geschichte
Eröffnet wurde die Strecke am 25. Oktober 1910. Derzeit findet nur ein bedarfsmäßiger Güterverkehr statt. Der Personenverkehr wurde gleichzeitig mit anderen slowakischen Regionalstrecken am 2. Februar 2003 eingestellt. Zuletzt verkehrten die tschechischen Triebwagen der Baureihen 830 und 850, die in Trenčianska Teplá stationiert waren. Die Reihe 850 kam am Wochenende nur noch in den Morgenstunden zum Einsatz. Bis Nemšová wurden die Züge zum Teil gemeinsam mit jenen Richtung Tschechien geführt. Die Fahrpläne waren gut auf die Hauptstrecke Bratislava–Žilina abgestimmt. Die Fahrzeiten waren attraktiv und wären heute noch mit den Autobusfahrplänen konkurrenzfähig. Bahn und Bus verloren aber durch die parallele Autobahn D1 deutlich an Attraktivität.
Der Bahnhof Pruské war schon jahrelang unbesetzt.